# Nanos binotatus
Nanos binotatus là một loài bọ cánh cứng trong họ Bọ hung (Scarabaeidae).